# Johan Henric Kellgren
Johan Henric Kellgren (Floby, 1º dicembre 1751 – Stoccolma, 20 aprile 1795) è stato uno scrittore svedese.
Frequentò l'università di Åbo e presto ne divenne docente di poesia latina. Nel 1777 si recò a Stoccolma come assistente di Gustavo III di Svezia e fu comproprietario dello Stockholmspost, oltre che direttore della società Utile Dulci e membro dell'Accademia Svedese dal 1786.
Tra le sue opere, improntate più che altro contro il letterato Thomas Thorild, si citano I miei sorrisi (1777), Non basta essere pazzi per avere del genio (1787) e I nemici della luce (1792).